# Lambertz Open by STAWAG 2010
Il Lambertz Open by STAWAG 2010 è stato un torneo professionistico di tennis maschile giocato sul sintetico, che faceva parte dell'ATP Challenger Tour 2010. Si è giocato ad Aquisgrana in Germania dall'8 al 14 novembre 2010.

## Partecipanti

### Teste di serie
| Nazionalità | Giocatore         | Ranking* | Testa di serie |
| ----------- | ----------------- | -------- | -------------- |
| Germania    | Dustin Brown      | 103      | 1              |
| Belgio      | Steve Darcis      | 105      | 2              |
| Slovenia    | Blaž Kavčič       | 110      | 3              |
| Bulgaria    | Grigor Dimitrov   | 112      | 4              |
| Germania    | Julian Reister    | 116      | 5              |
| Lituania    | Ričardas Berankis | 117      | 6              |
| Paesi Bassi | Jesse Huta Galung | 121      | 7              |
| Germania    | Denis Gremelmayr  | 133      | 8              |

- Ranking al 1º novembre 2010.

### Altri partecipanti
Giocatori che hanno ricevuto una wild card:
- Leif Berger
- Marko Djokovic
- Gero Kretschmer
- Willi Peter

Giocatori passati dalle qualificazioni:
- Maxime Authom
- Adrien Bossel
- Baptiste Dupuy
- Pierre-Hugues Herbert

## Campioni

### Singolare
Dustin Brown ha battuto in finale  Igor Sijsling con il punteggio di 6–3, 7–6(3)

### Doppio
Ruben Bemelmans /  Igor Sijsling hanno battuto in finale  Jamie Delgado /  Jonathan Marray con il punteggio di 6–4, 3–6, [11–9]